# Borough of Bedford
Bedford är en enhetskommun i Bedfordshire i England, Storbritannien. Kommunen har 187 466 invånare (2022). Den består av staden Bedford med förorter (bland annat staden Kempston) samt omkringliggande landsbygd. 
Staden Bedford är en unparished area, resten av kommunen är indelad i 49 civil parishes för visst lokalt självstyre.